# バトルスピリッツ 覇王
『バトルスピリッツ 覇王』（バトルスピリッツ ヒーローズ）は、2011年9月18日から2012年9月2日まで、メ〜テレを制作局としてテレビ朝日系列で、毎週日曜7:00 - 7:30（JST）に全50話が放送された、サンライズ制作のテレビアニメ作品。
キャッチコピーは「カードを持てば、誰でもヒーロー!」、「夢を求めて、カードバトラーたちの熱き戦いが始まる!」。

## 概要
トレーディングカードゲーム『バトルスピリッツ』を元にしたテレビアニメシリーズ第4弾で、シリーズ初の完全地上デジタル放送となった。
前作『バトルスピリッツ ブレイヴ』までの世界観を一新した本作品では、前2作までの難解で複雑な現実と直結した物語に代表されるシリアスな作風とは趣を変え、日常の描写やキャラクターによるナレーターへのツッコミ、キャラクターが極端なディフォルメ調に変化するなど、シリーズ第1弾『バトルスピリッツ 少年突破バシン』の様なソフトな作風が、現実めいた「夢の後」を描く物語終盤に入るまで志向された。
また本作品におけるバトルスピリッツは、「キャラクターがカードダス自販機（バトスピタワー）でカードを購入する」「カードを実体化しての対戦は機械で行う」「キャラクターが"環境""大人買い"といった言葉を口にする」「『バトルスピリッツ ブレイヴ』において特別な力を持っていたブレイヴや12宮Xレアが市販されている」「主人公の最終目標が公式大会」であるなど、市場規模と発売時期（黎明期の歴史も含む）を除けばある程度現実に即した描写がされているのも特徴である。
キャラクターデザイナーのヒラタリョウを除き、主要なスタッフは前作より続投の者が多い。一方で楽曲の発売元は、前作までのランティスからエイベックス・マーケティングに移行している。
2020年10月7日から2021年3月31日まで、YouTube「BN Picturesチャンネル」にて毎週2話ずつ全話無料配信を実施。

## あらすじ
陽昇ハジメは、バトスピ好きの中学1年生。ある日、スピリットが実体化するという画期的なシステム「バトルフィールドシステム」を研究する両親が国際バトスピ協会に招聘されて日本を離れることになり、ハジメは親友のデンジロウ博士の家に預けられることになる。
そこにはなんと、完成したばかりのバトルフィールドシステムの試作機が置かれていた。ハジメは早速テストプレイでデンジロウの娘・巽キマリにバトルを挑む。バトルフィールドシステムの導入で活気づくバトスピ界。ハジメは自身のキースピリット「英雄龍ロード・ドラゴン」とともに、仲間を大切にし棚志家復興を志す仁王立ちのテガマル、その他にも様々なライバル達とバトルを繰り広げながら彼らと友情をはぐくみ、成長していく。
バトルフィールドの実装後、バトスピ覇王チャンピオンシップの開催が宣言される。国内ブロック予選、日本全国大会、世界大会へと続くそのチャンピオンシップを制覇するためハジメ達カードバトラーはチャンピオンシップに挑む。赤ブロック決勝戦で、独りよがりなバトルゆえにテガマルに敗北してしまったハジメだが、その反省と共にバトスピ仙人とのバトルやバトスピ秘宝館などでの修行を経て、覇王チャンピオンシップ出場の最後の道であるハイランカーシードリーグで優勝して全国大会への出場権を獲得。見事全国大会を突破し世界大会への切符を手にした。
世界大会の前、春休みに、キマリ達と共に、成り行きからハジメの両親の同級生であるDr.サンセットの潜水艦で「幻のカード」を求めて旅立つことになり、世界を転々としながら各地のカードバトラー、レナード・ウィリアム・アードレイやアブラ・カタブラ'らとバトルをしつつ親交を深め、世界大会での再会を誓いあう。そんな中、テガマルは幻のカード「絶対なる幻龍神アマテラス・ドラゴン」の入手に成功する。
ついに開催された世界大会。ハジメは世界の強豪との真剣バトルを制し勝ち上がっていくが、一方のテガマルはかつての仲間をスピリットや仲間を大切にする性格から一変、スピリットをかえりみず「絶対なる幻龍神アマテラス・ドラゴン」のカードパワーで強引に勝ち進んでいく戦法へと変貌していた。決勝戦でハジメとテガマルは激突。僅差でハジメは敗北するが、ハジメの「皇牙獣キンタローグ・ベアー」が放った渾身の一撃を受けた際にテガマルは初めて体勢を崩した。自分の仲間との友情や自分たちを忘れたかのような態度を取るテガマルにハジメは歯がゆい思いを抱くが、ハジメの思いはテガマルに届いていた。
世界大会から一カ月後、棚志家復興に向けて海外で実業家として活躍していたテガマルだったが、ハジメのやるせなさを理解していたキマリ達の計らいで再びハジメとバトルすることとなる。ハジメは持てる力の全てを使い、絶対無敵の「アマテラス」を撃破することに成功する。テガマルは、かつてのバトルスタイルと仲間との絆を思い出し、「皇牙獣キンタローグ・ベアー」や「刀の覇王ムサシード・アシュライガー」といった自身のキースピリットを召喚、自分の仲間であるコブシとチヒロのキースピリット、「風の覇王ドルクス・ウシワカ」や「氷の覇王ミブロック・バラガン」バラガンといったを召喚してフィールドにテガマル組の力を結集、ハジメとスピリットの能力を生かした全力のバトルを展開。ハジメは自身の原点である「ロード・ドラゴン」で勝利を得た。
ハジメ達カードバトラーは再びそれぞれの夢や目標のため、日々の生活を邁進していくのだった。

## 登場人物

### 主要人物
陽昇 ハジメ（ひのぼり ハジメ）
声 - 平田真菜
所有Xレア：爆炎の覇王ロード・ドラゴン・バゼル、爆氷の覇王ロード・ドラゴン・グレイザー、超覇王ロード・ドラゴン・セイバー
本作品の主人公。自分流にブレンドした、さまざまな味のふりかけご飯とバトスピが大好きな中学1年生(後に中学2年生)。垂れ下がった3本のアホ毛と赤いハチマキが特徴。テンションが高く明るい性格であるが、目上の相手にはきちんと敬語を使うなど礼儀正しい一面も持つ。「アゲてくぜ！」が口癖。カレーにはたまごふりかけをかける派。
赤メインの「皇獣」「翼竜」デッキを使用（一部白も含む）。1話にてアフローヌのアドバイスを受け、彼とのバトル後にバトスピタワーで引き当てた「英雄龍ロード・ドラゴン」をキースピリットとしてデッキを組み始める。チャンピオンシップ国内本戦開始直前、新たにキースピリット「爆炎の覇王ロード・ドラゴン・バゼル」を入手。世界大会開始前には、新たなキースピリット「爆氷の覇王ロード・ドラゴン・グレイザー」と「超覇王ロード・ドラゴン・セイバー」を入手しデッキを再構築した。
バトルフィールドでのテストバトルから半年後、両親がバトルフィールドシステムのさらなる研究のためにドイツへ旅立つ事を契機に巽家に居候し（5話の時点で13歳）、庭先に自室としてテントを張り、そこで寝泊りしている。3話で門出中学に転入するが、その時点で｢バトルフィールドで初勝利を上げた伝説のカードバトラー」となっていた。3話でテガマルに完敗を喫して以降、テガマルをライバルとして常に意識し、彼に勝つことをバトスピ人生の目標のひとつにしている。
棚志 テガマル（たなし テガマル）
声 - 福山潤
所有Xレア：刀の覇王ムサシード・アシュライガー　風の覇王ドルクス・ウシワカ　氷の覇王ミブロック・バラガン
長髪を丁髷のように結んだ侍風のカードバトラー。仲間を大切にしており、｢テガマル組」と称するコブシとチヒロとの絆は非常に強い。「歴史に埋もれた棚志家」の再興を願っている。どんな低コストのスピリットでも最強に変貌させてしまう「神の手」を持つとされ、ライフのダメージを受けても決して仰け反らないことから、「仁王立ちのテガマル」の異名を持つ。
デッキは赤属性で低コストのスピリットを展開する系統：「皇獣」を主力としている。アントニーが仕掛けたゲームで「刀の覇王ムサシード・アシュライガー」を入手。
自分に必要な物事にしか興味がなく、ハジメのことも基本的には「ハチマキ」としか呼ばないが、礼節は重んじる。牛乳が大好物で、登場するシーンほぼ全て持ち歩いて飲んでいる。その日の状態で味が違うものを選んでおり、特にフルーツ牛乳は特別な日にしか飲まない。
バトスピ覇王チャンピオンシップではハジメを倒して全国大会出場に出場、圧倒的な実力で日本代表の座を勝ち取った。33話でイタリアの古都に長い間求めいていた「日出国の龍の歌留多」がある事を突き止め、「龍の歌留多」こと幻のカード「絶対なる幻龍神アマテラス・ドラゴン」を入手した。
その後、世界大会前には別人のように厳しい形相となり、好物の牛乳も断っている。バトルスタイルも一変。自分のスピリットも犠牲にして、アマテラス・ドラゴンを引き、その効果で自身のスピリットを含む全てのスピリットを破壊しそのまま畳み掛けるものとなっていた。あまりの変貌ぶりにハジメから非難されたが、本人は｢夢を掴むためには何かを捨てなければならない」と平然と言い放っていた。しかしハジメとのバトルでその姿勢に変化が生じる。
世界大会に優勝、薬師寺アラタをも倒し初代覇王の座に就くが、｢棚志家の再興が成った今、興味はない」と言い残し、バトルが終了するとすぐに会場を去っていく。しばらく後、キマリの策略に乗る形でハジメと再戦。バトル中に初めてハジメを名前で呼び、バトルを最後まで楽しんでいた。
本作のラスボススピリットである「絶対なる幻龍神アマテラス・ドラゴン」は長らく一般のカードとして販売されていなかったが、2021年1月30日発売された「転醒編 第4章：天地万象」にてXレアを越えるXXレアとして収録され、遂に一般のカードとなって販売されることになった。
薬師寺 アラタ（やくしじ アラタ）
声 - 羽多野渉、相田さやか（少年時代）
所有Xレア：龍の覇王ジーク・ヤマト・フリード、天剣の覇王ジーク・スサノ・フリード
バトスピの現世界チャンピオンで、ハジメたちにとっては憧れの存在。赤の翼竜、古竜の使い手でスピリット達を｢相棒」と呼ぶ熱い性格。バトルスタイルは直感に従ったプレイングで、スピリット同士の連携とライフを打たせてコアを貯め、キースピリットをバースト召喚で召喚し一気に叩くスタイルを得意とする。「さすらいのカードバトラー・アフローヌ」に変装してはミカの店に顔を出して子供達とバトルしている。ハジメ達からは「アフロさん」と呼ばれている。額に十字傷があるが、変装しても隠していない。50円アイスをこよなく愛する。惚れっぽい性格で、イタリアで1日で3人に振られたことも。その一方で女運が絶望的に悪いといわれており、劇中でもミカにアプローチするがスルーされたり、幼馴染みで現在では大の苦手になっているローラ泉から猛烈アタックされている。
バトルフィールドシステムに興味を持ち、バトルフィールドのお披露目の際にハジメとキマリのバトルを観戦し、フィールドに早く立って召喚パフォーマンスをやりたいと望む。店を訪れて出会ったハジメを何かと気にかけているようで、アフローヌに変装しては度々アドバイスなどを送っている。ミカとはチャンピオンになる前からの顔見知りで、かつてデートを賭けてバトルをした事があるが敗れたらしい。未だに未練を持っているのか、店を訪れてアプローチをしては軽く流され、時には逆撃を受けている。
カードバトラーとして別格の実力と抜群の引きの良さを持っているが、それをもってしてもチャンピオンシップを勝ち上がったテガマルのアマテラスには敵わず、覇王決定戦であえなく敗れ去る。覇王であるテガマルを破ったハジメをヒーローと呼び、アフローヌの正体を明かした上でバトルを申し込んでいる。
巽 キマリ（たつみ キマリ）
声 - 藤田咲
所有Xレア：魔羯邪神シュタイン・ボルグ、呪の覇王カオティック・セイメイ、魅惑の覇王クレオパトラス
ハジメの同級生の女子。「魔影」デッキの使い手。ハジメの幼なじみで、文句を言いつつも行動を共にすることが多い。ハジメがローラ泉とのバトルで「自分も恋をしたことがある」と発言した際には、コウタに「まさかキマリがハジメの初恋の相手？」と言われて、満更でもない表情を見せている。
立振舞いは女の子らしいのだが、目立ちたがり屋でナレーターにまで突っ込みを入れる。「世界征服」を夢に日々邁進し、日常の全ては世界征服への道程と信じて疑っておらず、彼女のウインク（世界征服の為の下心あり）には誰も魅了されない。基本的に周囲を巻き添えにするタイプだが常識人としての感性も持ちあわせており、時折冷静なツッコミを入れることがある。会話の中で使い古された言い回しを多用し、それを聞いたタメルに「昭和の香りがする」と言われている。カレーにはソースを入れる派。
ハジメと同じく父親がバトルフィールドシステムの研究者であり、システムのテストプレイで、バーストをメインに使用するハジメに翻弄され敗北。テガマル達によると、｢バトルフィールドシステムで初バトルして初めて敗北したカードバトラー」として有名になっているらしく、キースピリット召喚時のパフォーマンスや決め台詞を流行らせた張本人である。テガマルからは｢スピリットに愛、嫌いではない」と評価されている。
6話の終盤、マツリから「呪の覇王カオティック・セイメイ」を譲り受け、以降キースピリットにしている。後にハジメ達と共に覇王チャンピオンシップ赤ブロックに出場し、全国大会出場を決める。博識な一面を持ち、テガマルが口にした「歴史に埋もれた棚志家の再興」についても知っていた。全国大会では、初戦でマナブと対戦し接戦の末、デッキアウトで敗退。
春休みに入りバカンスのために訪れた南国で、自身と同じく「世界征服」を企む自称悪の科学者Dr.サンセットを下僕として、ハジメたちとともに潜水艦「ジーニアス号」に乗り込み、組織名をウッドボール団と命名（ウッドボール = 木鞠 = キマリ）し、「幻のカード」を求め世界各地を点々とした。その際、。春休み終了直前に合わせ日本に帰国。
世界大会ではギャラクシーのコネで実況MCを担当。さらに本編が始まる前に「キマリの部屋」というコーナーのMCを務め、毎回世界大会の関係者をゲストに呼んでトークを行なっていた。
世界大会終了後、ハジメとテガマル双方に挑戦状を送りつけるなどしてハジメとテガマルの再戦を画策、仲間達の力を借りて実現させた。
巽 コウタ（たつみ コウタ）
声 - 高木礼子
キマリの弟で、巽家の長男。小学2年生（後に小学3年生）。オレンジのオーバーオールがトレードマーク。カードバトルは初心者レベル。姉に負けっぱなしだが、カードの効果などの知識は豊富。几帳面な性格。幼いながらカードコレクターであり、特に「ペンタン」シリーズをネクサスやマジックを含めて集めており（ハジメ曰く｢無限収集」）、「超皇帝ジークペンタン・ノヴァ」1枚を得るため「導化姫トリックスター」100枚と交換した猛者。ハジメの事を｢ハジメあんちゃん」と呼んで慕っている。作中ではもっぱら登場人物達の挙動にツッコむツッコミ役であり（ただしペンタンが絡むとボケに回る）、特に姉に対しては辛辣なツッコミして逆襲されている。カレーには生クリームを入れる派。
覇王チャンピオンシップには参加しなかったが、23話で試合前のチャレンジバトルでアラタと対戦し、秒殺（バトルの描写すらなかった）。だが｢面白いデッキを組んでいる」という評価をもらっている。その後少しずつであるが実力を上げており、カタブラからも好評価をもらい、49話では中断したがコブシを実質敗北にまで追いつめる力量を見せていた。
仁霧 コブシ（にぎり コブシ）
声 - 松田健一郎
所有Xレア：風の覇王ドルクス・ウシワカ
テガマルの相棒の一人。緑の殻虫デッキの使い手。
キースピリット「グラント・ベンケイ」を始めとするスピリットの召喚時効果による手札選択破棄で相手の選択肢を狭め、キースピリットの力で畳み掛ける戦略を得意とする。ハジメに敗北して以降は覇王Xレア「風の覇王」を中心とした神速デッキに再構築し再びハジメと対戦、優位に立っていたがすんでの所で敗北した。しかし勝利したハジメやバトルを観戦していたテガマルからは、バトルの内容はコブシの方が勝っていたと評されている。
語尾に必ず｢押忍！」を付けるのが口癖。異性と会話をするのが苦手らしく、覇王になった暁には｢女子にモテたい」と口にしている。キマリによって無理矢理親衛隊へ編入させられる。テガマルと出会う前は自分の強さを持て余しており、さまざまなショップを巡ってはデッキの強いカードを賭けたバトルを繰り返してカードを集め、負けた相手が悔しがる姿を見て喜んでいた。そんな時にテガマルと出会いバトルを行なって敗北、自分のカードを渡そうとするが断られる。テガマルの「御家再興」という夢のために突き進むその姿に心動かされ、以来テガマルを｢兄ぃ」と呼んで行動を共にするようになった。
一度対戦した相手の戦法やキースピリットを記憶しているらしく、ヒデを名乗った双子の弟のヒデジを見破っている。
日下 / 日下部 チヒロ（くさか / くさかべ チヒロ）
声 - 水沢史絵
所有Xレア：氷の覇王ミブロック・バラガン、魁の覇王ミブロック・ブレイヴァー
テガマルの相棒の一人。デッキは白の系統：機獣・機人「ミブロック」シリーズとマジック「幻影氷結晶」などで相手スピリットを手札に戻す、いわゆるバウンス効果を中心にした構成。
一人称の｢オレ」とその立ち振る舞いから美少年だと思われていたが、31話にて本名が「日下部 チヒロ」で、さらに女子である事が明らかになった。男の子の格好をしているのは、男子への憧れと両親への反抗から。普段は髪を結っており、女の子の格好している時は下ろしている。ドレスを着ている際は女の子らしい喋り方をしているが、本人にはいつもの喋り方の方が楽であるらしい。
ハジメの事をテガマルと同じく「ハチマキ」と呼んでいたが、44話以降は変貌したテガマルを何とかしたいというハジメの思いを見たためか、「ハジメ」と呼ぶようになった。
言葉は少ないながらも少々毒舌家。普段はクールな振る舞いをしているが、バトルフィールドに立つと別人のように笑顔を見せている。持ち歩いているスケッチブックにはスピリットのイラストが描かれており、バトル中でも自身が召喚したスピリットの後姿を描き写してはその美しさに見惚れている。将来は自分が考えたスピリットがバトルフィールドで通用できるようなスピリットデザイナーになりたいと考えている。ハジメも｢夢が叶うといいな！」と力強く後押ししており、当人もそれだけは認め、赤ブロック予選前には｢夢は見ておく」と返答している。コブシとヒデジとの対決では、ヒデジの繰り出す12宮Xレアを見てあられもない表情でスケッチブックに書き込み、その姿を見て上機嫌だった。
貴族の流れをくむ名家の令嬢であるがために、親からバレエや茶道、日本舞踊などを習わされ、全てを強要されて生きてきた。本人はそのような生き方を「レールに乗っているような人生」と思っており、窮屈さを感じていた模様。そんな中、学校で白のXレア「巨神機トール」と出会いスピリットのデザイナーになる夢を抱くも両親に反対され、一度は夢を諦めて書き溜めていたイラストを捨ててしまう。そんな時テガマルと出会い、捨ててあったイラストを見た彼から｢このスピリットでバトルをしてみたい」と言われた事がキッカケで行動を共にするようになった。
31話では、両親が決めた婚約者と無理矢理結婚させられる事を嫌がり逃げ出していた所をハジメ達と遭遇。ハジメ達の説得で自分の気持ちを伝えるために両親の下に戻る事を決意。バトルを頭ごなしに忌避する両親の代理として挑んできたテガマルと対戦。お互いの手の内を知り尽くした者同士の一歩も引かない戦いを繰り広げた末に、勝利と両親の理解を掴み取った。 35話では、両親と｢公の場では清楚な格好をする」と約束しているらしく、ドレス姿で恥ずかしがる素振りを見せている。
大泉 マナブ（おおいずみ マナブ）
声 - 武藤正史
所有Xレア：太陽神龍ライジング・アポロドラゴン、月光龍ストライク・ジークヴルム、月光神龍ルナテック・ストライクヴルム、鉄の覇王サイゴード・ゴレム
門出中3年D組に在籍する生徒会長。1年生から3期連続で役を担う。人知れず校内の掃除をしたりするなど真面目に職務を行なっていた。硬度1400の硬水を好む。またスマートフォンを所持しており様々な場面で活用している。経験を積んできた人格者でもあり、夢を追いたいチヒロの心情を理解しようとしない両親に対し、｢夢を見る時間くらい与えてはどうか」と冷静な意見を述べて理解を促している。　
一見するとガリ勉風だが、バトルになると一転して軽いノリになり、バトルを｢おもてなし」、スピリットの召喚を｢指名」と称すなど、ホストクラブのスタッフのような台詞回しになる。また時間厳守を信条とし、守らなかった相手には反省文を書かせたがる。
学校の威信を賭けて「太陽神龍」を主体にした赤緑の混色ブレイヴデッキでテガマルとバトルするが、バーストを知らず敗北。しかし新たなデッキで「もてなす」ことを約束した。
バトスピ覇王チャンピオンシップでは「鉄の覇王サイゴード・ゴレム」を中心とした青の「造兵」デッキに趣旨替えし、校長である柴門を下し赤ブロック代表になる。順調に勝ち進み、日本代表となった。27話で中学を卒業、高校受験もバトスピで合格した。
世界大会ではDブロックの選手として順調に勝ち進み、ブロック決勝でレナードと対戦。彼の使用する紫が得意な速攻に対し、相手のライフをゼロにする戦法を取るが、普段使用しない戦術を使用した事で僅かなミスからサイゴード・ゴレムを破壊され、そのままブレイヴ効果を使用したレナードの連続攻撃の前に敗退した。勝負後落ち込む素振りを見せたが、来年の覇王チャンピオンシップに参加する事を決意表明している。
大泉 カタル（おおいずみ カタル）
声 - 松岡美佳
所有Xレア：光の覇王ルナアーク・カグヤ
マナブの弟。13歳。ハジメとキマリのクラスメイト。肥満体で常に鞄にお菓子類を所持し、何かと口にしている。ペンタンを加えた黄色デッキの使い手。バトスピ覇王チャンピオンシップの予選のガンスリンガーでは自信満々の態度であったが、1勝も出来ずに敗北。そのことでバトルを引退し兄のサポートに専念しようと考えていたが、バトスピ仙人の策略でハジメとバトルすることに。バトルでは口調が変化しオネエ言葉で喋る。極度のブラコンで兄の危機を救うためにその力を発揮し、修行で力を付けたハジメを下している。全国大会ではキマリの神輿担ぎの担い手にさせられていたが、27話では通常のカードバトルで勝利している。
39話では次期生徒会長を決める選挙に立候補するが、周囲からは｢兄（会長）のオマケ」｢不肖の弟」と揶揄されて貶されてしまう。選挙運動は派手なパフォーマンスでマニフェストを展開するキマリとは正反対で地道な選挙活動であったために成果は芳しくなく、当選は危ぶまれていた。投票前にディベートを兼ねたキマリとのバトルに敗れてしまうが、バトル中に見せた誠実な態度が投票者たちの心を動かし、今年度の生徒会長に当選、紫門軍団の印であるサングラスを受け取った。
如月 ミカ（きさらぎ ミカ）
声 - 高橋美佳子
門出市のバトスピショップの店長。サバサバした性格で面倒見が良い。チャッカリしている部分があり、昔馴染のアラタからは「イイ性格」と言われている。コスプレが好きなのか作中では色々な格好をしており、15話でのバトスピサンタとのバトルで「ハジメのライフが減るごとに仲間たちがサンタのトナカイと入れ替わる」という状況になった際には皆が嫌がる中一人だけ喜んでいる素振りを見せ、自分だけトナカイになれなかった時は落ち込む素振りを見せていた。かつては「天霊のミカ」の異名を持つ実力者であったが、自身のキースピリットである「大天使ミカファール」が伝説入り（禁止カード）になった事で一線を退いた。ハジメ達からは「姉御」「ミカ姉」と呼ばれている。
実は全国のバトスピショップやバトスピ秘宝館を取り仕切っているらしい。後にハジメ達と中国のカードショップで再会、世界の店舗も仕切っていると話しており、さらに世界大会での物販も一手に引き受けている。全国大会でアラタやアントニーと見物している事からアントニーとも知り合いであると思われる。門出中学のOGで、校長の柴門は恩師である。
バトスピ仙人
バトスピ道場に住まうという謎の人。登場時には何故か三輪車を漕ぎながらペンタンの着ぐるみや怪しいお面で登場。「ショーグンペンタン」をキースピリットにしたペンタンデッキでハジメとバトルする。本人曰くペンタンデッキで「勝率3割を切る」を目標としているらしい。キースピリットに拘るそのバトルスタイルがハジメにある事を気付かせた。正体はミカであり、巽姉弟にはバレているが、ハジメは気付いていない。日本へ帰国後正体がキマリによって暴露されたが、ミカ本人は本気で気付かれていないと思っていた。42話でも能面着物姿で登場している。
バトスピ仮面
ケロケロエース版「龍」で登場。全国大会出場を決めショップでデッキ構築をしていたハジメの前に現れ、バトルを申し込む。その正体はミカ。一緒にいたキマリは一発で正体を見抜くが、やはりハジメは気付いていない。バトルの中でハジメに忘れかけていた「バトスピを楽しむ心」を思い出させた。キースピリットはアニメ版とは違い覇王Xレアの「光の覇王ルナアーク・カグヤ」になっている。

### バトスピチャンピオンシップ関係者
立花 タメル（たちばな タメル）
声 - 渡辺明乃
所有Xレア：龍の覇王ジーク・ヤマト・フリード、蒼穹の覇王カーン・ウルフ
立花財閥御曹司。独自の正義論を持っておりヒーローのコスプレをしたり、キマリを「キマリ姫」と呼んで花嫁にしようとする。キマリ本人からは邪険に扱われているが、全く意に介していない。執事としてセル爺がいる。コスプレをしている際には自らを「タメルダー」と名乗っている。カレーにはトマトをトッピングにする派。
アラタのデッキを模倣したデッキを使用し、ハイランカーシードを決勝まで進める実力を持つ。しかしアラタのデッキ「だけ」を模倣しているためかその力を発揮できておらず、ハジメとのバトルでミスを連発し敗北。全国大会にも出没し、ことあるごとにキマリにアプローチをかけるがすべて逆撃に終わる。だが、マナブの何気ない一言から彼を師事する素振りを行い始めている。ちなみにDr.サンセットが所持している「世界名家名士名鑑」にも名前が載っている。新学期に入り門出中へ転入し、持ち前の財力でキマリの選挙活動をサポートする。
日本人ではあるが、実際はモンゴル騎馬民族の血を引くクォーターである。覇王チャンピオンシップに出場出来ず腐っており、付き人であるセル爺からも見捨てられ、挙句の果てにはキマリから「キマリ姫」と呼ぶのを禁止と言われてしまうが、実家の家宝とされる緑の覇王Xレア｢蒼穹の覇王カーン・ウルフ」を組み込んだ新しい「剣獣」デッキでハジメに挑み、敗北はしたがバトスピへの情熱を再び取り戻した。
古屋 リュウタ（ふるや リュウタ）
声 - 内匠靖明
所有Xレア：光の覇王ルナアーク・カグヤ
黄ブロック代表。「金シャチのリュウ」の二つ名を持つ。相手のバトルを採点し、しゃちほこの如き形のリーゼントを撫でる振りで策を閃かせる。ハジメとのバトルでは戦い方を採点し余裕めいた態度を取っていたが、勝負所で初歩的なミスを犯し敗北した。
芹沢 イサミ（せりざわ-）
声 - 近藤隆
所有Xレア：魁の覇王ミブロック・ブレイヴァー、氷の覇王ミブロック・バラガン、爆氷の覇王ロード・ドラゴン・グレイザー
黄ブロック出場者。緑の髪と麻呂眉毛を持つ少年で、京都弁で話す。マイペースな性格で、自作の俳句や川柳をよく読んでいる。白と緑の覇皇ブレイヴデッキの使い手。バトルスタイルは自陣の布陣が整うまではじっと耐えつつ、マジックなどで相手の攻撃をいなしていき、陣形が整うと自分のスピリットの効果をフルに活用し、相手の反撃を封じて一気に畳み掛けるスタイルを取る。
｢バーストが主流になっている現在のバトスピ環境で、ブレイヴを主軸としている」という理由でテガマルが特に注目している人物であり、実際にバトルを見たテガマルからは｢底が知れない」と評されている。決勝リーグ最終戦でハジメと対戦。持ち前のプレイングでハジメを相手に有利に渡り合うが、諦めないハジメの前に次第にペースを崩されて敗北。自分に勝利したハジメに祝いの歌を送った。
40話でテレビ番組の収録中のバトスピショップにハジメを激励すべく来訪。「爆氷の覇王」をデッキに投入するか悩むハジメに対してバトルを提案する。グレイザーを入手したばかりで効果をよく知らないハジメと違ってその能力を把握しており、バースト召喚の後にハジメのグレイザーを撃破してバトルに勝利、世界大会に出場するハジメを改めて激励した。
月島 タスケ（つきしま タスケ）
声 - 森田成一
所有Xレア：風の覇王ドルクス・ウシワカ
自称「テガマルのライバル」で江戸ッ子風の少年。関東圏出身だが、親の都合で今回は紫ブロックからの出場。コブシと同様に緑の「怪虫」「殻虫」メインのデッキだが、何事も急ぎたがるその性格から神速スピリットを多用する。イサミとの戦いではマイペースな彼に振り回され敗北。
ケロケロエースの漫画版ではハジメの対戦相手になっている。
泉・ローラースルー・じゅん子（いずみ・ローラースルー・じゅんこ）
声 - 白石涼子
所有Xレア：烈の覇王セイリュービ
白ブロック出場者でハジメの2回戦の対戦相手。今時のファッションに身を包んだ美人の女性カードバトラー。マイペースな性格で周囲を振り回し、享楽的な一面を持ついわゆる「残念美人」。名前が長いためハジメとナレーターから「ローラ泉」という略称を提案され、当人もそれを受け入れている。デッキはセイリュービをキースピリットに据えた緑の暴風デッキ。アラタから認められるの実力者。
アラタとは幼馴染みであり「アーくん」と呼んでいるが、アラタからは名前を呼ばれたら机の下に隠れるほどの苦手意識を持たれている。それは彼女が、色々な男にすぐに恋してしまう｢出会った瞬間に恋をする神速恋愛」であるため。出場した理由は全国大会で勝利してアラタに告白することにある。その参加動機を対戦相手のハジメに｢浮ついている」と批判されるが、バトルでは年上で経験を持つ実力者として互角の勝負を見せ、惜しくも敗北。試合後は自分のバトルを評価したギャラクシー渡辺に興味を持ち、彼を追い掛けている。
ケロケロエースの漫画版では、対戦したテガマルに惚れたような描写がある。
レナード・ウィリアム・アードレイ
声 - 岸尾だいすけ
所有Xレア：騎士の覇王ソーディアス・アーサー
ハジメ達が中国で出会ったイギリス代表のカードバトラー。ロンドンの由緒正しき名門校であるブレトワルダ学園に在籍している。実家が騎士の末裔で非常に礼儀正しく、騎士道精神を大切にしており常に敬語で話し、正義感が強い。コイントスが好きで、ブレイドラが描かれたコインを使用して相手の未来を占い、外したことがない。さまざまな色のカードを使いこなす実力者であり、特定の色は決まっていないが、ハジメとのバトルではキマリが好きと言った「魔影」デッキを使用し、以降も使用している。夢はイギリス王室の近衛兵になる事で、そのために鍛錬を重ねており、日々の努力を欠かさない努力家であるらしい。当初はハジメのことを「ハジメ君」と呼んでいたが、バトル後にハジメの提案で呼び捨てで呼び合うようになった。
アラタの熱烈的なファンで、イタリアから中継されていた「バトスピニュース」で流れた映像に彼が居る事に気付き、イタリアに飛んでいる。しかしアラタの軽い性格を見たことで幻滅し「憧れのままで良かった」と思ってしまう。しかしハジメやミカに諭されたことで、アラタとキマリのバトルを観戦。その熱いバトスピ魂とプレイングに魅了され、再び憧れを取り戻した。
世界大会ではDブロックの選手としてトーナメントに参加。決勝でマナブと対戦し、これを退けて決勝トーナメント進出。準決勝でハジメと対戦して僅差で敗れ去ったが、バトル後には互いの健闘を称え合った。
ノラ・ニャオ
声 -神田朱未
所有Xレア：烈の覇王セイリュービ
ハジメたちがジーニアス号の補給のために立ち寄った中国で出会った、自称怪盗兼カードバトラー。デッキは紫と緑のビートダウンデッキで、｢バトルとは一つの点ではなく、線で見るもの」と言い切るなど、かなりの使い手である。バトル中はスピリットたちが攻撃する際には怪鳥音を響かせている。「怪盗ドラゴン・アイ」を名乗り、カードコレクターの屋敷に予告状を出して侵入。怪盗の名に違わぬ軽快な動きで襲いかかる罠を次々と突破し、目当てのカードを盗み取ろうとするが、追いかけて来たマナブとバトルをすることになる。烈神速を使いこなして見事勝利した。バトル後、実はコレクターが強盗団のボスで、彼女自身はバトスピ捜査官であることが判明。予告状を出して盗みに入ったのも捜査の一環であり、ハジメ達を驚かせたことを謝罪、コレクターを逮捕した。
その後、覇王チャンピオンシップ中国代表の最終枠を得、世界大会では順当に決勝トーナメントに進出し、準々決勝でテガマルと対戦。アマテラス・ドラゴンのアタックを一度はセイリュービの烈神速でブロックしたが、その後の手札が続かずに敗北した。
アブラ・カタブラ
声 -くまいもとこ
ハジメたちがイタリアを散策していた時に出会った少年。青デッキの使い手。アラブの石油王の息子で貴族だが気取った部分がなく、喋り方にもどこか品がある。初登場の際には空飛ぶ絨毯（実際にはスケボー）に乗って登場し、イタリアの不良少年たちに絡まれていたハジメたちの代わりにバトルを行い倒している。食欲旺盛でバトスピが大好きと、ハジメとどこか似た雰囲気を持っており、出会ってすぐに意気投合している。ハジメが世界大会の出場選手である事を聞き、予選大会に出場することを決意し、世界大会の中東代表になった。
世界大会本戦に出場するため来日した際には、モシリータと喧嘩別れをしており、同じく喧嘩別れしたタメルの付き人であるセル爺を引き連れていた。ただ喧嘩はしたもののモシリータのことを案じており、ハジメがタメルのバトルでハジメが勝てば｢モシリータを貰う」と宣言された際には狼狽する素振りを見せている。その後、ハジメたちに諭された事でモシリータと和解した。ちなみに喧嘩の原因は「カレーの付け合わせには何が一番か」という事であり、本人はパイナップルをトッピングにする派。
世界大会本戦では順調に勝ち進んで行き、決勝トーナメント準決勝でテガマルと対戦するも敗北。そのショックを引きずっているのか「キマリの部屋」では放心状態で真っ白に燃え尽きていた。

### 登場人物の親族
陽昇 マヒル（ひのぼり マヒル）
声 - 楠大典
所有Xレア：龍の覇王ジーク・ヤマト・フリード、爆炎の覇王ロード・ドラゴン・バゼル
ハジメの父親。陽昇研究所所長で発明家。妻のアカリと共にバトルフィールドシステムの研究を行っている。後に「バトルフィールドの父」と呼ばれる。息子のアホ毛は父親譲り。妻のアカリとともにドイツに渡り、全国大会・世界大会用にバトルフィールドをさらに改良している。35話ではアラタからの要望でニューヨークでバトルすることに。その際、ハジメが使用しているデッキと同じ内容のデッキを用意しバトルに挑んでいる。お世辞にもデッキの力を引き出せてはおらずに敗北するが、観戦していたハジメに自分のデッキが戦い方次第で十分に通用すると気付かせた。
陽昇 アカリ（ひのぼり アカリ）
声 - 園崎未恵
ハジメの母親。胸元からカードを出したり、バトルフィールドのテストプレイ時のキマリの文句を「意見」とするなど、良くも悪くも柔軟な思考の持ち主。後に「バトルフィールドの母」と呼ばれる。
ハジメが小さな頃は絵本ではなく、カードのテキストを読み聞かせていた。夫のマヒルとは学生時代からの友人同士で現在でも相思相愛の関係であり、人前であろうと堂々と見せ付ける憚りならぬ行為はハジメも恥ずかしいと思っており、カタブラでさえ｢お前の親はすごいな」と言っている。
巽 デンジロウ（たつみ デンジロウ）
声 - 矢部雅史
キマリやコウタの父親であり、陽昇研究所副所長。マヒル・アカリ夫妻が出国したために実質的な所長代理である。夫妻の研究のパートナーで、一緒にバトルフィールドシステムの研究を行っている。キマリとは対照的に控えめな性格。
巽 ハナヨ （たつみ ハナヨ）
声 - 萩森侚子
デンジロウの妻。突飛な行動をする人物を見ると「麻疹にかかっている」「大人になれば治るわよ」と口にする。夫とは現在でもラブラブな関係ではあるが、時折辛辣な台詞で他人にダメージを与えるのはしっかり子供たちにも受け継がれている。

### その他の人物
ナレーション
声 - 諏訪部順一
前作同様、タイトルコールやバトル中の解説を担当するが、本作品では登場人物（主にキマリ）との掛け合いが入っており、ある時はダンディに、またある時はオネエ口調で喋り、前作より人物性が増している。また｢天の声」として輝きを放ちハジメたちにアドバイスを送り、「呪の覇王カオティック・セイメイ」を持っているとも告白。27話では黒いシルエットの姿をさらし、男の子のロマンを力説する。
カレーには納豆を入れる派。
ギャラクシー 渡辺（ギャラクシー わたなべ）
声 - 諏訪部順一
前2作に登場したMCと同一人物。ハジメたちにとってはカリスマ的存在である。
井上裕衣
声 - 井上裕衣（メ～テレアナウンサー）
実在のメ～テレ女子アナウンサー・井上裕衣その人。本作品では覇王チャンピオンシップ全国大会開始以降、各回の冒頭に送る劇中番組『バトスピニュース』のキャスターとして大会の模様や、世界に旅立ったハジメたちが立ち寄る都市のニュースを報道したりする。後期OPでも出演、世界大会では総合アシスタントとして出ている。
アントニー・スタルク
声 - 島﨑信長
所有Xレア：月光神龍ルナテック・ストライクヴルム、太陽神龍ライジング・アポロドラゴン
欧州・ユーロ圏チャンピオンで、世界ランク2位の実力者。紫と白の混色デッキという戦略と戦術の典型的使い手。ソラリスという鳩を飼っている。王者であるアラタには全敗しており彼を「獣」と侮蔑するが、対するアラタはアントニーのことを「バトスピ魂がこもっていない」と称した。繊細な性格で、巽姉弟の直球なセリフにも傷つく。バトスピ温泉を訪れ、チャンピオンシップ予選に敗れたカードバトラー達に「ハイランカーパス」を持つ者なら誰でも参加でき、優勝すれば覇王チャンピオンシップ全国大会への参加資格をもらえる「ハイランカーシードリーグ」の開催を告知。さらに覇王Xレア「刀の覇王ムサシード・アシュライガー」を商品としたゲームを行い、アシュライガーを手にしたテガマルと赤デッキを使用してバトルを行った。覇王チャンピオンシップ全国大会にもアラタと共に顔を出しており、試合を見物している。
開会式に出席しており、選手たちを激励している。そのパフォーマンスを見たアラタからは「目立ち過ぎる」とツッコまれたが、本人曰く「どうせ君の方が後で目立つだろ」と返しているが、以前のように剣呑な雰囲気になっていない。覇王チャンピオンシップには参加しておらず、後進の育成に力を注いでいる。
ヒデ
声 - 園部好德
バトスピ覇王チャンピオンシップ赤ブロック1回戦でコブシと対戦したカードバトラー。「大噴火」の異名をもち、「太陽龍ジーク・アポロドラゴン」を中心とした赤白混合デッキを使う。コブシに敗れ一時期バトスピから離れたが、弟のヒデジの対決する姿を見て再起することになる。
柴門 ケイスケ （さいもん ケイスケ）
声 - 大川透
覇王チャンピオンシップ最高齢カードバトラー。門出中学の校長でミカの恩師。バトルではサングラスをかけカツラを被り、シークレットブーツを履いてハードボイルド風に戦い、ライフを受ける時も渋く決める。紫の「魔影」と赤白マジックでの混合ブレイヴデッキの使い手。本人曰く学校では「校長」、カードショップでは「団長」らしい。18話では飛ばされたハジメのロード・ドラゴン・バゼルを偶然拾い、追いかけてきたハジメとバトルをすることに。デッキを再構築したのか、｢コジロンド・ゴレム」をキースピリットに据えた青の造兵デッキでデッキ破壊を狙うが、ロード・ドラゴン・バゼルを召喚したハジメに敗れる。教師時代は社会科の先生。金と黒のフェアレディZを愛車にしている。
花形マツリ（はながた マツリ）
声 - 能登麻美子
所有Xレア：呪の覇王カオティック・セイメイ
陽昇研究所に入ってきたデンジロウの新米助手。キマリの憧れの女性で、普段の立振舞いや口調は優しくおしとやか。しかし興奮すると突然目つきや髪が逆立ち、口調も江戸っ子調の男らしい台詞へと変化し、攻撃的な性格へと変貌する。召喚時には丑の刻参りや江戸の祭りのようなパフォーマンスをする。 カオティック･セイメイの呪滅撃を主体とした紫の「魔影」デッキによるコア除去で相手プレイヤーのダウンを狙うバトルスタイルをとる。
6話でのハジメとのバトル後、キマリにカオティック・セイメイを譲り渡す。
シン子（シンこ）、エイ子（エイこ）、タイ子（タイこ）
声 - 鹿野優以、藤井ゆきよ、財津慶子
チヒロの追っかけ。ちなみにチヒロの素性は彼女たちには知らされていない。最終回ではマナブの追っかけに切り替わっている。
セルジオ・十兵衛・ランペルーザ3世
声 - 岡和男
タメルの執事。通称｢セル爺」。幼少から使えており、送迎やプロフィール紹介から、応援までこなすが、キマリの逆撃も受けてしまう損な人。一時的にカタブラの執事になっていた。
五十嵐マサキ （いがらし マサキ）
声 - 下野紘
ハジメ達のクラスメイト。照れると人差し指で頬を掻くのが癖。春休みが始まる前に校門付近でハジメにバトルを申し込む。デッキは赤と白の混色デッキでキースピリットは「英雄龍ロード・ドラゴン」。デッキは持っているが他人とバトルした事がなく、バトルフィールドのバトルを体験したいと思い切ってハジメにバトルを申し込んだ。
ハジメに申し込んだのは当初は「初めてのバトルで負けても悔しくない相手」と言っていたが、実際は春休みに転校してしまうからで、最後の思い出作りのつもりが本当の理由。その事を聞いたハジメからは「最後にすんな!!」と一喝される。バトルはお互いにロード・ドラゴンを召喚した末、ハジメが全力を出して勝利した。後日、餞別としてハジメ達からオススメのカードを、カタルからは大量のお菓子類を貰い、笑顔で旅立った。ハジメとテガマルとの決勝戦に会場で観客として登場。最終話エピローグEDではイサミを追い込める実力を身に付けている。
Dr.サンセット
声 - 真殿光昭
28話より登場。「世界征服」を企む自称「悪の科学者」。悪のボスらしく膝にネコ「ゴダール」を乗せている。「幻のカード」を手に入れるべく、潜水艦「ジーニアス号」で世界中を旅している。実は日昇夫妻とは学生時代の同級生であり、生まれたばかりの頃のハジメとも会っていた。ハジメの母であるアカリに恋をしていたが、マヒルと結婚した事で失恋し悪の道に走っており、そのためあまり悪役らしくない。
デッキは紫のスピリット「太骨望」をキースピリットにした魔影デッキ。バトルには余り慣れていないようで、バーストを発動させて「太骨望」を召喚する事に拘り過ぎたあまりにカオティック・セイメイの「呪滅撃」の効果に気付かなかった。
手下のボンバーが連れてきた事でハジメ達（正確にはキマリ）と出会う事に。そしてカードを手に入れて「世界征服」をするという目的を聞いたキマリから、潜水艦を賭けてバトルするが敗北。約束通り潜水艦の所有権をキマリに奪われ、ハジメ達の保護者になる形でカードを求めて旅立つことになる。キマリからは「サンちゃん」と呼ばれている。その後は劇中コメディリリーフとして活躍し、Aパートで「Dr.サンセットの今週の世界征服計画」と称してさまざまな作戦を発表している。何度か逃げ出すチャンスがあったものの、すべて配下であるボンバーから足止めを食らい失敗している。何だかんだで面倒見が良く、最後まで保護者役を務めていた。
春休み終了に合わせてジーニアス号でハジメ達を日本に送り届け、巽家に挨拶に出向いている。その際にアットホームな雰囲気に和んでおり、出された食事をボンバーと共に平らげている。その後こっそりと出発しようとしたがハジメ達に見つかり、キマリから餞別を受け取って涙を流しながら旅立った。
暗黒戦士ボンバー
声 - 松田健一郎
サンセットの手下。凄まじく屁が臭い。言葉そのものは通じていないが、リアクションやプラカードで意思表示している。なぜかキマリに恋をしており、サンセットがハジメ達の留守の隙を狙って出発しようとした際には止めている。
サファリ
巽家の愛犬。やや大型の白いラブラドール・レトリーバー。普段はおとなしいが、黒薔薇でも生きた蟹をも食べようとする大食漢。特にフライドチクワが大好物で、凶暴化する事もある。やや肥満体だが、ハジメを引き摺る程の馬力を誇る。その馬力でキマリまたはコウタを背に乗せて走る事も出来る。
ソラリス
アントニーの飼い鳩。並みの鳥類よりも賢く、主の暴言を吐く者には嘴でつつく。団長からは「鳩村」と呼ばれている。
モシリータ
カタブラの執事であり乳母でもある青い喋るオウム。カタブラ家に代々使える明晰な鳥類。カタブラがピザの店で入手した青のスピリットである「ロック・アラディン」と「マジン・ゴレム」を自分達の関係に例えている。

## 用語
陽昇研究所
陽昇マヒルが所長を務める発明研究ラボ。陽昇家が隣に併設されている。
棚志家
戦国時代に式神を操り活躍していた一族。小国ながら平穏を保っていたが、その力を疎んだ者達の手によって滅ぼされてしまう。当時の当主覇王丸（声 - 福山潤）は流浪の末に織田信長（声 - 諏訪部順一）に救われ“ カルタ番 ”なる重要な地位についていたが本能寺の変に遭遇。死の覚悟を決めた信長から至宝“ 日出ずる国の龍の歌留多 ”（スピリットカード　絶対なる幻龍神アマテラス・ドラゴン）を託され「我が志を継げ」との言葉を賜り落ち延びるが、その際にバテレン風の謎の男にカードを奪われる失態を演じ、使命を全うできぬまま没落。歴史の闇に消えてしまう。現在の当主であるテガマルは、覇王になった暁には棚志家を再興をしたいと願っている。
“ 龍の歌留多 ”　は後にイタリアの古都・ラゴシアの領主であるラゴシア伯（声 - 稲田徹）が所有している事を突き止めたテガマルが彼とバトルを行い、勝利したテガマルが獲得。約450年ぶりに棚志家の手に戻った。
日下部家
チヒロの実家。明治時代からの貴族の流れを汲む世界でも有数の大資産家。初代ゴンゾウは製粉業から鉄鋼業に進出、二代目ジロウは輸送業に手を伸ばし、台湾やハワイを拠点に支店を置いている。
バトルフィールドシステム
バトルスピリッツを用いて、召喚されたスピリットを実体化させるシステム。幼いハジメの「龍星皇メテオヴルムに会いたい」の何気ない一言で研究が始まり、5年以上もの歳月を経て実用化にこぎつけた。ハジメとキマリによるテストバトルによりさまざまな問題点を指摘された上で改良、半年でバトスピショップに併設されたシステムが急速に世界中に広まった。バトスピ道場やバトスピ秘宝館、ビーチバーでは勝負の状況をアナログ式のブラウン管型テレビで観戦できる。20話から開始された覇王チャンピオンシップ全国大会ではバージョンアップが施されて観客席が解放されており、観客がモニターでなくシステム内の観客席からバトルを直接観戦出来るようになっている。
作動時には、カードバトラーが「ゲートオープン、界放！」と叫ぶと瞬時にバトルフォームが装着され、フィールドに転送される。（従来作品での「イセカイ界」と同様）。
42話では世界大会会場の「ヒーロースタジアム」の落成に合わせて最新型が登場。会場全体をフィールドに変換させる機能がつくが、バトルフォームは従来のように瞬間装着はせず、現実世界で着用した後に試遊台がせり上がる構造に変更されている。唯一の欠点は広い場所でなければシステムを建設出来ず、１つの施設に一基しか設置出来ないという事。
【覇皇】
覇王編第1弾「英雄龍の伝説」から新たに加えられた系統。この系統を持つスピリットは全てバースト効果を持つ。名前のほとんどは古今東西のおとぎ話の主人公、歴史や伝説上の英雄、あだ名、口癖から取られている。系統【覇皇】を持つスピリットは、必ず他の系統を合わせ持っている。劇中、Xレアでないマスターレア以下のスピリット達は『覇王スピリット（ヒーロースピリット）』と呼称する。
覇王Xレア（ヒーローエックスレア）
系統【覇皇】で最も強力な特殊能力を持つXレアの総称。全てにおいて「○○の覇王」と称される。2019年1月26日に発売された、「シリーズ通算第47弾の神煌臨編 第4章：神の帰還」で下記のうち6種類の覇王Xレアカードがリバイバルされている。。アニメではオリジナル版のものが使用された。
龍の覇王ジーク・ヤマト・フリード
所有者：陽昇マヒル、薬師寺アラタ、立花タメル
系統【覇皇・古龍】。バーストの発動条件は自分のライフ減少後。バースト効果は自分のライフが3以下のときにBP15000以下のスピリット1体を破壊し、その後このスピリットカードを召喚する。
レベル2・3・4のアタック時に『相手のスピリットを1体指定してアタック出来る』という指定アタック能力を持つ上にレベル3・4のアタック時に『自分のバーストがセットされている時、このスピリットのBP以下の相手スピリット1体を破壊する』という効果を持つ。このスピリットのBP以下破壊は【強化】などでBP破壊上限を上げることはできない。幻羅星龍ガイ・アスラ以来のレベル4にレベルアップ可能なスピリットで最大BPは20000。バースト発動から召喚する事を前提にしているためかコストが8と高めになっており、レベル4になるためには大量のコアを必要とする。
登場当時の環境はあまりにも強すぎた故に2012年9月1日より制限カード（デッキに1枚まで）入りを果たしてしまったが、2015年10月17日よりバトルスピリッツ史上初の禁止・制限レギュレーションから解除され再びデッキに3枚まで投入できるようになった。
モチーフはドイツの英雄叙事詩『ニーベルンゲンの歌』の主人公であるジークフリートと日本神話に登場するヤマトタケルノミコト。あるいはバトルスピリッツの黎明期に登場した赤のXレア「龍皇ジーク・フリード」のリメイク版（系統も同じく古竜）。
氷の覇王ミブロック・バラガン
所有者：日下チヒロ、芹沢イサミ、伏田シュウ
系統【覇皇・機人】。バーストの発動条件は自分のライフ減少後。バースト効果はスピリット召喚である。
相手のアタックステップ開始時に自分のスピリット1体を手札に戻すことで、戻したスピリットのコストまで相手のスピリットを好きなだけ手札に戻すことが出来る。このカード自体も戻すことが可能なため、カードの効果を使い回すことも可能。また、自分のバースト発動後に手札にあるバースト効果を持つカードを1枚セットする事が出来る。
モチーフは土方歳三の幼少時のあだ名・バラガキ → バラガン。
呪の覇王カオティック・セイメイ
所有者：花形マツリ、巽キマリ
系統【覇皇・魔影】。相手による自分のスピリット破壊によりバーストが発動する。バースト効果は相手スピリットのコア1個をトラッシュに置き、このバースト発動時に紫のスピリットが破壊されていたときにデッキから1枚ドローする。バースト召喚は出来ないが、バースト効果発揮後に手札に戻るため効果を使い回す事が可能。紫の新属性効果「呪滅撃」（下記参照）を持つ。しかし呪滅撃はレベル3からの効果であるため相手のスピリットを破壊しかねず、使用するタイミングを見極める必要がある。
モチーフは安倍晴明。
風の覇王ドルクス・ウシワカ
所有者：仁霧コブシ、月島タスケ、伏田シュウ
系統【覇皇・殻虫】。バーストの発動条件は相手による自分のスピリット破壊後。バースト効果は相手スピリットを2体疲労させる。さらに自分のフィールド・トラッシュ・リザーブのコアが合計8個以上の時に、このスピリットを召喚する。
神速を持つ上にこのスピリットのバトル終了時に手札に戻すことができる。
モチーフは源義経の幼名「牛若丸」。
鉄の覇王サイゴード・ゴレム
所有者：大泉マナブ
系統【覇皇・造兵】。バーストの発動条件は相手のスピリット/ブレイヴの召喚時効果発揮後。バースト効果は相手のデッキの上から召喚時効果を発揮したスピリット、ブレイヴのコストと同じ枚数破棄し、その中にバースト効果を持つカードがあった時にこのスピリットを召喚する効果である（なければ召喚できず、トラッシュに送られる）。
青の新属性効果「大粉砕」（下記参照）をもつ。
モチーフは西郷隆盛。
刀の覇王ムサシード・アシュライガー
所有者：アントニー・スタルク → 棚志テガマル
系統【覇皇・皇獣】。バーストの発動条件は相手のスピリットのアタック後。バースト効果はスピリットの召喚とバースト召喚されたターン、アシュライガーのBPを＋3000する効果である。ただし、バースト召喚するためにはBP5000以上のスピリットにアタックされなければならない。
レベル3の時にアタックで相手のライフを減らした時、相手のライフのコア1個を相手のリザーブに置く。相手スピリットとのバトル時にBPを比べて破壊した時、相手のブレイヴ1つかネクサス1つを破壊する。
モチーフは宮本武蔵と阿修羅。
光の覇王ルナアーク・カグヤ
所有者：大泉カタル、古屋リュウタ
系統【覇皇・想獣】。バーストの発動条件は相手による自分のスピリット破壊後。バースト効果は自分のトラッシュに黄属性のカードが3枚以上ある時、ボイドからコア1個を自分のライフか自分のリザーブに置き、このスピリットを召喚する効果である。
フラッシュタイミングで自分のリザーブのコアを2個トラッシュに置くことで、そのバトルの間相手スピリット1体の全てのレベルのBPを2000に書き換える効果がある。
モチーフはかぐや姫。
爆炎の覇王ロード・ドラゴン・バゼル
所有者：陽昇ハジメ、陽昇マヒル
系統【覇皇・戦竜】。バーストの発動条件は自分のライフ減少後。効果はスピリットの召喚である。
レベル2・3のアタック時の効果として自分のバーストを1枚オープン可能。オープンしたカードのバースト条件が【相手の『このスピリット・ブレイヴの召喚時』発揮後】だった時にバーストを発動だが、それ以外の発動条件であった時はオープンしたカードをデッキの一番下に送らなければならない。さらにレベル3の時「自分のバースト発動後に回復する」という効果を持ち、バゼルの効果だけでなく通常のバーストの発動でも回復可能。
モチーフは桃太郎と炎が爆ぜるをもじった言葉「バゼル」。
魁の覇王ミブロック・ブレイヴァー
所有者：芹沢イサミ、日下チヒロ
系統　【覇皇・機人】。バーストの発動条件は相手による自分のスピリット破壊後。バースト効果はスピリットの召喚だが、召喚するためには自分の白のスピリットが破壊されていなくてはならない。
相手のアタックステップ終了時に相手が一度もアタックしてなければ相手のライフのコア1つを相手のリザーブに置く（ただしこの効果で相手のライフを0には出来ず、ターンに1回しか使えない）。合体時には相手のアタックステップ中に相手の手札が増えた時、相手のバースト1つを破棄する効果もある。コスト10とかなりの重量級でバースト召喚で喚び出すことが前提になっている。合体時効果を持つ初の覇王Xレアでもある。
モチーフは近藤勇→勇（Brave）→ブレイヴァー。
烈の覇王セイリュービ
所有者：泉・ローラースルー・じゅん子、ノラ・ニャオ
系統　【覇皇・華兵】。バーストの発動条件は自分のライフ減少。バースト効果は自分のライフが3以下の時このスピリットカードを召喚する。緑の新効果「烈神速」を持っており、自分のトラッシュにコアが5個以上ある時にトラッシュのコア全てをリザーブまたはフィールドに振り分けることでノーコストで召喚できる。緑のXレア「鳥武帝スザクロス・ソウソー」に次ぐ2体目の華兵持ちXレアである。
モチーフは三国時代の英雄の一人である劉備と四神の一体である青龍。強力すぎる効果故に2012年9月1日より制限カード（デッキに1枚のみ）となり、2013年3月23日から禁止カード入りを果たし、公式・公認・バトスピエクストリームゲームで使用禁止となってしまった。
騎士の覇王ソーディアス・アーサー
所有者：レナード・ウィリアム・アードレイ
系統：【覇皇・魔影】。バーストの発動条件は自分のライフ減少後。バースト効果はジーク・ヤマト・フリードやセイリュービと同じく自分のライフが3以下の時にこのスピリットを召喚する。レベル2・3『このスピリットのアタック時』には自分のトラッシュにある「不死」を持つスピリット1枚をコストを支払わずに召喚する事が可能。さらに『合体時』にはLv3『このスピリットの合体アタック時』相手のスピリットのコア1個をボイドに置くという効果を持つ。相手のスピリットのコア1個をボイドに置く。レベル1の段階でBP10000、レベル3では20000にまで成長する。その能力により召喚コストが12と高めで、バースト効果の召喚が前提になっている。
モチーフは円卓の騎士を率いたとされるアーサー王。
天剣の覇王ジーク・スサノ・フリード
所有者：薬師寺アラタ
系統：【覇皇・古竜】。バーストの発動条件はライフ減少後。バースト効果は自分のライフが3以下の時、自分の赤のスピリット1体につきBP6000以下の相手のスピリット1体を破壊する。その効果発揮後このスピリットカードを召喚するというもの。レベル2から『このスピリットのアタック時』にBP＋10000。更にレベル3からはバーストをセットしている際に赤のシンボルを1つ追加するという効果を持っている。幻羅星龍ガイ・アスラ、龍の覇王ジーク・ヤマト・フリードに続く3体目のレベル4を持つスピリットであり、コストもヤマトを超えるコスト9になっている。ヤマトの発展型であるが、能力は別物になっている。
モチーフはジークフリートと、ヤマタノオロチを退治したと言われる神話時代の英雄スサノオノミコト。
魅惑の覇王クレオパトラス
所有者：ラゴシア伯爵、巽キマリ
系統：【覇皇・導魔】。バースト発動条件はライフ減少後。自分のライフが3以下の時、このスピリットカードを召喚する。召喚時に自分のトラッシュにあるマジックカード1枚を手札に戻すという効果を持っている。新属性【魔光芒】を持っており、マジック使用後にノーコストで同じ効果を連続で使用し、さらにバトル後に使用したマジックをすべて手札に戻すことが可能。下半身が四つの巨大なオベリスクで構成されている。
モチーフはクレオパトラ。
爆氷の覇王ロード・ドラゴン・グレイザー
所有者：陽昇ハジメ、芹沢イサミ
系統：【覇王・戦竜】。バースト発動条件はライフ減少後。自分フィールド上に白のスピリットが一体以上いる時、召喚する。レベル1から【重装甲∞】を持ち、相手フィールド上にあるシンボルの色、相手のスピリット/ブレイヴ/ネクサス/マジックの効果を受けない。レベル2から『このスピリットのバトル時』に相手スピリットを破壊した際、破壊したスピリット以外の破壊したスピリットと同系統の相手のスピリット全てを手札に戻すという効果を持つ。白属性でありながら『ロード・ドラゴン』の名を冠しているXレアである。
モチーフは桃太郎と英語で氷河を指すグレイシア → グレイザー。バゼルとは熱エネルギー的に対極な存在であり、フレーバーテキストによると双子であるとされる。
蒼穹の覇皇カーン・ウルフ
所有者：立花タメル
系統：【覇皇・剣獣】。バースト発動条件は相手による自分のスピリット破壊。自分のライフが3以下の時、このスピリットカードを召喚する。レベル1・2・3に共通して『このスピリットの召喚時』に系統：【剣獣】を持つ自分のスピリット1体を回復させるという効果を持つ。レベル3『このスピリットのアタック時』にはBPを比べ相手のスピリットだけを破壊した時、相手のライフのコア1個を相手のリザーブに置きこのスピリットは回復するという効果を持ち、「激突」や指定アタックの効果を付与するなどしてアタックを強制させ、破壊することで回復し連続アタックで相手のライフ削り切る事も可能。
モチーフはモンゴル帝国を築いた「蒼き狼」の異名を持つ初代カーンことチンギス・ハーン。
超覇王ロード・ドラゴン・セイバー
所有者：陽昇ハジメ
系統：【覇皇・戦竜】。キーワード能力『バースト転召』を持つ初めてのスピリット。発動条件は自分のライフ減少後に系統：「覇皇」を持つ自分のスピリット1体の上のコア全てをボイドに置く事で、このスピリットカードを召喚するという従来の「転召」と同じ方法で召喚を行う。この効果発揮後、自分のライフが5になるまで、自分のフィールド/リザーブから好きなようにコアを置く事が可能。レベル2・3で『このスピリットのバトル時』に自分のライフのコア1個をこのスピリットに置く事により、このターンの間、自分のスピリット全てをBP+5000する。さらにレベル3の効果として『自分のバースト発動後』に回復する。『ロード・ドラゴン』の最終形態で、主人公の最終キースピリットが混色であるのはアニメ第1作以来であり、覇王Xレアとしては初のダブルシンボル、そして初の混色スピリットでもある。ライフ減少が条件のバーストをセットしておけば、レベル2・3の効果を発揮させる事で、レベル3の効果を満たして連続アタックが出来る。また、「自分のバースト発動後」なので従来のバースト発動やバゼルなどの能動的にバーストを発動させる効果でバーストを発動しても回復可能。強力なスピリットだが召喚コストが10、かつ軽減シンボルが赤と白という覇皇Xレアの中でも重量級になっている。『ロード・ドラゴン・バゼル』と『ロード・ドラゴン・グレイザー』が融合した究極形態だと言われ、召喚時にロード・ドラゴン、バゼル、グレイザーの3体が飛翔しその後双子とされるバゼルとグレイザーが一つになって召喚されるという演出がされている。
モチーフは桃太郎。剣（saber）と同時に救済する者（saviour）イエス・キリストの英文名によるダブルミーニングでもある。
バトルフォーム
前2作同様、バトルフィールドでバトルを行う際に装着されるもの。今回はスポーツ感覚としてスーツとプロテクター一式になっている。色以外は共通だが、アンダーウェアは男女腰回りが異なっている。
バースト
「英雄龍の伝説」から採用されたシステム。シート上の左上の専用スペースにカードを伏せた状態で設置しておき、バトル中に一定の条件を満たした時点で（任意であるためあえて発動しない事も可能）これを開示（バースト発動）。スピリット召喚やマジックなど何らかの効果をノーコストで発揮する。発動条件や発揮する効果はカード毎に異なるため、ゲーム展開を従来よりも予想しにくいスリリングなものにしている。バースト発動条件は「自分のライフ減少後」「相手の『このスピリット/ブレイヴの召喚時』発揮後」「相手による自分のスピリット破壊後」「相手のスピリットのアタック後」の4種類。
バトスピ覇王チャンピオンシップ
新たに始められた世界大会。全国を6ブロックに分けて予選を行い、各ブロック代表にハイランカーシードリーグを勝ち抜いた1名を加えて全国大会を戦い、上位3名が世界大会に進出。世界大会を勝ち進み、優勝すれば現チャンピオンであるアラタと直接対決できる。
覇王（ヒーロー）
ワールドチャンピオンに変わる新たな称号。
呪滅撃
「英雄龍の伝説」から使用されるようになった紫属性の新効果。この能力を持つスピリットが破壊された際に相手のライフ1つをトラッシュに送る事で、回復状態でフィールドに残る。当時はカオティック・セイメイのみが所有している能力だったが、本アニメ終了後に冥府三巨頭クイン・メドゥークとジャングルクロウデーモンも所有するようになった。
大粉砕
「黄金の大地」より登場した青属性の新効果。レベル1につき相手のデッキの上から5枚破棄し、その中にバースト効果を持つカードがあった場合、相手のスピリット1体を破壊する。マジックと併用すれば30枚破棄も可能になる。当時はサイゴード・ゴレムのみが所持している能力だったが、本アニメ終了後に海皇巨神デュランザムも所有するようになった。
烈神速
「爆烈の覇道」からの緑属性の新効果。フラッシュタイミングでトラッシュにあるコアを使用して召喚する。ただし、決められた個数のコアがないと召喚出来ない。自分のトラッシュにあるコア全てをリザーブまたはフィールドに好きなように置き、ノーコストで召喚することが可能。当時はセイリュービのみが所有している能力だったが、本アニメ終了後にアルティメット・セイリュービも所有するようになった。
魔光芒
「剣舞う世界」から登場した黄属性の新効果。バトル時に使用したマジックの効果を再びノーコストで発揮させ、バトル終了後に使用したマジック全てを手札に戻す。現時点でクレオパトラスのみが所持している能力。
バースト転召
「覇王大決戦」から登場したキーワード能力。バーストに従来の召喚方法である「転召」を組み合わせた物。バースト発動後に対象となるスピリットのコアを指定された場所に置く事で召喚可能。劇中ロード・ドラゴン・セイバーが所持していたが、その因子を持った聖龍皇アルティメット・セイバーもこの力を有している。
ハイランカーパス
バトスピショップでの大会入賞者に与えられるカード。バトスピの全国大会である覇王チャンピオンシップの特別出場枠・通称ハイランカーシードへのエントリーに必要。
門出市夢見町
本作品のメイン舞台。海と山に囲まれ、路面電車も通っている。
門出中学校
ハジメたちが通う中学校。生徒会長は大泉マナブ、校長は紫門ケイスケ。ミカの母校でもある。彼女が在学していた頃はバトスピが流行し始めた時代でバトスピクラブがあり、そこに所属していた。（その時代は男子は学ラン・女子はセーラー服で現在は私服）現時点では生徒数は164名。現生徒会長はカタルである。

## スタッフ
- 原作 - 矢立肇
- 監督 - 西森章（1話 - 15話）、渡辺正樹（16話 - 50話）
- シリーズ構成 - 冨岡淳広
- キャラクターデザイン - ヒラタリョウ
- スピリットデザイン - 今石進、丸山浩
- メカニックデザイン - やまだたかひろ
- キャラクター監修・設定協力 - 石田智子
- キーアニメーター - 石川てつや
- CGプロデューサー - 柴田英樹
- CGディレクター - 井上喜一郎
- ゲームデザイナー - マイケル・エリオット
- 美術監督 - 中村典史
- 色彩設計 - 柴田亜紀子
- 撮影監督 - 貞光寿幸
- 編集 - 渡辺直樹
- 音楽 - 瀬川英史
- 音楽制作 - サンライズ音楽出版、DIVE II entertainment
- 音響監督 - 藤野貞義
- チーフプロデューサー - 宝田寿也（メ〜テレ）、尾崎雅之（サンライズ）
- プロデューサー - 福嶋更一郎（メ〜テレ）、若鍋竜太（サンライズ）
- アニメーション制作 - サンライズ
- 制作[9] - メ〜テレ、サンライズ、ADK

## 主題歌
オープニングテーマ
「Freedom」（1話 - 31話）
作詞 - 池畑伸人 / 作曲・編曲 - Masayoshi Minoshima+REDALiCE / 歌 - RAMM feat.ayami
※16話から音源が変更。
「Wake Up! My Heart!!」（32話 - 50話）
作詞 -  池畑伸人 / 作曲・編曲 - 山下洋介 / 歌 - 羽多野渉
※TVシリーズ初OPが変更になった主題歌。
エンディングテーマ「My Hero My No.1」
作詞 - 池畑伸人 / 作曲 - 山下和彰 / 編曲 - 土橋雅樹 / 歌 - 羽多野渉
※16話から音源が変更。

## 各話リスト
| 話数 | サブタイトル                                                   | 脚本           | 絵コンテ        | 演出       | 作画監督                     | 放送日         |
| ---- | -------------------------------------------------------------- | -------------- | --------------- | ---------- | ---------------------------- | -------------- |
| 1    | バースト召喚!英雄龍ロード・ドラゴン!                           | 冨岡淳広       | 西森章          | 馬引圭     | 長生中 石田智子              | 2011年 9月18日 |
| 2    | バーストVSバースト!グラント・ベンケイ出陣!                     | 冨岡淳広       | 加瀬充子        | 中島大輔   | 田辺謙司                     | 9月25日        |
| 3    | 皇牙獣キンタローグ・ベアー疾風怒濤!仁王立ちのテガマル          | あみやまさはる | 誉田晶子        | 誉田晶子   | 鈴木幸江                     | 10月2日        |
| 4    | 頂点の激闘!龍の覇王ジーク・ヤマト・フリード!                   | 石橋大助       | 河村智之        | 齋藤昭裕   | 澤田譲司                     | 10月9日        |
| 5    | バースト応酬!降臨!氷の覇王ミブロック・バラガン!                | 山田由香       | 池野昭二        | 池野昭二   | 菊池晃                       | 10月16日       |
| 6    | 運命の出会い!?!呪の覇王カオティック・セイメイ                  | 神山修一       | 渡辺正樹        | 渡辺正樹   | 石川てつや                   | 10月23日       |
| 7    | ヒーローチャンピオンシップ開幕!風の覇王ドルクス・ウシワカ見参! | 冨岡淳広       | 加瀬充子        | 中島大輔   | 田辺謙司                     | 10月30日       |
| 8    | ドルクス・ウシワカ逆襲のコブシ!打倒ハジメ!                     | あみやまさはる | 河村智之        | 谷田部勝義 | 波風立志 長生中              | 11月6日        |
| 9    | 打倒テガマル!運命の爆烈十紋刃!                                 | 山田由香       | 渡辺正樹        | 齋藤昭裕   | 澤田譲司 鈴木幸江            | 11月13日       |
| 10   | 会長VS校長!?驚異の大粉砕、鉄の覇王サイゴード・ゴレム!          | 石橋大助       | 馬引圭          | 馬引圭     | 石田智子                     | 11月20日       |
| 11   | 修行編スタート!試練のペンタンデッキ!                           | 神山修一       | 誉田晶子        | 誉田晶子   | 長生中                       | 11月27日       |
| 12   | 探せ!刀の覇王ムサシード・アシュライガー!                       | 冨岡淳広       | 加瀬充子        | 中島大輔   | 田辺謙司                     | 12月4日        |
| 13   | バースト、そしてワーストハジメデッキ、破壊10秒前!?             | あみやまさはる | 河村智之        | 河村智之   | 菊池晃                       | 12月11日       |
| 14   | 燃えよブラザー!光の覇王ルナアーク・カグヤ!                     | 山田由香       | 誉田晶子        | 谷田部勝義 | 波風立志                     | 12月18日       |
| 15   | 地獄のクリスマスイブ!?暴風デッキ、軍師鳥ショカツリョー!        | 石橋大助       | 馬引圭 渡辺正樹 | 齋藤昭裕   | 澤田譲司                     | 12月25日       |
| 16   | 救え、キマリ姫!龍の覇王ジーク・ヤマト・フリード!               | 神山修一       | 渡辺正樹        | 渡辺正樹   | 石川てつや                   | 2012年 1月8日  |
| 17   | 世界征服暴走バトル白VS紫Xレア対決!                             | 山田由香       | 加瀬充子        | 中島大輔   | 田辺謙司                     | 1月15日        |
| 18   | 新たな仲間、爆炎の覇王ロード・ドラゴン・バゼル!                | あみやまさはる | 池野昭二        | 池野昭二   | 石田智子                     | 1月22日        |
| 19   | ハジメとテガマルバゼルVSアシュライガー?                        | 冨岡淳広       | 誉田晶子        | 誉田晶子   | 長生中                       | 1月29日        |
| 20   | 爆裂スタート!覇王チャンピオンシップ全国大会!!                  | 石橋大助       | 馬引圭          | 馬引圭     | 菊池晃                       | 2月5日         |
| 21   | 雅な合体!魁の覇王ミブロック・ブレイヴァー                      | 神山修一       | 渡辺正樹        | 中西伸彰   | 平塚知哉                     | 2月12日        |
| 22   | 行くぜ、二回戦!大粉砕VS呪滅撃!                                 | 山田由香       | 齋藤昭裕        | 齋藤昭裕   | 波風立志                     | 2月19日        |
| 23   | 奇跡の召喚!?ヒーローXレア、烈の覇王セイリュービ                | あみやまさはる | 加瀬充子        | 中島大輔   | 田辺謙司                     | 2月26日        |
| 24   | 決勝戦開始!ムサシード・アシュライガーVS怪奇バースト男!         | 冨岡淳広       | 渡辺正樹        | 渡辺正樹   | 石川てつや                   | 3月4日         |
| 25   | ハジメVSイサミ!怒濤の決勝バトル!!                              | 石橋大助       | 誉田晶子        | 誉田晶子   | 石田智子                     | 3月11日        |
| 26   | 夢の舞台へ…!決着、バーストVSブレイヴ!!                         | 石橋大助       | 渡辺正樹        | 渡辺正樹   | 長生中                       | 3月18日        |
| 27   | 初陣バトルフィールド!ロード・ドラゴンVSロード・ドラゴン!       | 山田由香       | 馬引圭          | 馬引圭     | 菊池晃                       | 3月25日        |
| 28   | 世界への挑戦!太骨望デッキ登場!                                 | 神山修一       | 渡辺正樹        | 工藤寛顕   | 波風立志                     | 4月1日         |
| 29   | ドラゴン怒りの烈神速!?セイリュービ飛翔!                        | あみやまさはる | 誉田晶子        | 中島大輔   | 田辺謙司                     | 4月8日         |
| 30   | 華麗なる好敵手騎士の覇王ソーディアス・アーサー!                | 石橋大助       | 加瀬充子        | 中西伸彰   | 平塚知哉                     | 4月15日        |
| 31   | 決断のバーストテガマル対チヒロ                                 | 冨岡淳広       | 河村智之        | 齋藤昭裕   | 石川てつや                   | 4月22日        |
| 32   | 王者吼える!天剣の覇王ジーク・スサノ・フリード!                 | 山田由香       | 池野昭二        | 池野昭二   | 石田智子                     | 4月29日        |
| 33   | 幻のカードを探せ!竜のカルタの謎                                | 神山修一       | 馬引圭          | 工藤寛顕   | 野口和夫 菊地功一 尾形健一郎 | 5月6日         |
| 34   | 鉄壁コンビ!ロック・アラディンとマジン・ゴレム                  | あみやまさはる | 誉田晶子        | 誉田晶子   | 菊池晃                       | 5月13日        |
| 35   | 覇王ドリームマッチ!スサノ・フリードVSバゼル!!                  | 石橋大助       | 加瀬充子        | 中島大輔   | 天﨑まなむ                   | 5月20日        |
| 36   | セイリュービVSヴァイキング・レイヴ                             | あみやまさはる | 渡辺正樹        | 宮原秀二   | 尾形健一郎                   | 5月27日        |
| 37   | ただいま日本、さよならサンセット                               | 冨岡淳広       | 馬引圭          | 馬引圭     | 鈴木幸江                     | 6月3日         |
| 38   | リベンジ!十二宮Xレア軍団襲来!                                  | 山田由香       | 誉田晶子        | 齋藤昭裕   | 石田智子                     | 6月10日        |
| 39   | なるぜ、生徒会長!魅惑の覇王VS光の覇王!?!                       | 神山修一       | 加瀬充子        | 工藤寛顕   | 波風立志                     | 6月17日        |
| 40   | 新たなる出会い!爆氷の覇王ロード・ドラゴン・グレイザー!!        | 石橋大助       | 池野昭二        | 池野昭二   | 丸尾一                       | 6月24日        |
| 41   | 爆氷の覇王グレイザーVS蒼穹の覇王カーン・ウルフ                 | あみやまさはる | 高橋順          | 高橋順     | 菊池晃                       | 7月1日         |
| 42   | 世界大会開幕!出撃ロード・ドラゴン軍団!                         | 冨岡淳広       | 渡辺正樹        | 中西伸彰   | 平塚知哉                     | 7月8日         |
| 43   | ブレイヴ!騎士の覇王ソーディアス・アーサー!                     | 山田由香       | 宮原秀二        | 宮原秀二   | 尾形健一郎                   | 7月15日        |
| 44   | テガマルの異変制圧、幻のカード!                                | 神山修一       | 馬引圭          | 馬引圭     | 石田智子                     | 7月22日        |
| 45   | ハジメVSレナード運命の友情バトル!                              | 石橋大助       | 加瀬充子        | 工藤寛顕   | 波風立志                     | 7月29日        |
| 46   | 制圧!ディクタトール・シーザー突撃!                             | あみやまさはる | 齋藤昭裕        | 齋藤昭裕   | 丸尾一                       | 8月5日         |
| 47   | 決勝戦!ハジメ対テガマル                                        | 冨岡淳広       | 中島大輔        | 中島大輔   | 天﨑まなむ                   | 8月12日        |
| 48   | アラタVSテガマル!初代覇王誕生!                                 | 山田由香       | 高橋順          | 高橋順     | 菊池晃                       | 8月19日        |
| 49   | 夢のあとさきドラゴン軍団対幻龍神                               | 冨岡淳広       | 宮原秀二        | 宮原秀二   | 尾形健一郎                   | 8月26日        |
| 50   | ライバルたちよ、永遠に!                                        | 冨岡淳広       | 馬引圭          | 馬引圭     | 石田智子                     | 9月2日         |

## 漫画版

### Vジャンプ・最強ジャンプ版
一式まさと作画
「Vジャンプ」2011年9月 - 11月、「最強ジャンプ」2011年12月 - 2012年8月連載。全2巻。
アニメ版との相違点
テガマル戦ではハジメが勝利している。
予選一回戦がコウタ。執事ペンタンだけでなくパム、ゴリスタルを召喚している。
アラタはアフローヌになっていない。またしおらしい仕草をしている。
一話に一回ふりかけ御飯を食べるシーンがある。
ロードドラゴンバゼルの初陣の相手がキマリ。ボーズハンズを召喚している。
準決勝でハジメはアラタと直接対決している。
ハジメの超覇王ロード・ドラゴン・セイバーと爆氷の覇王ロード・ドラゴン・グレイザー、テガマルの絶対なる幻龍神アマテラス・ドラゴンは登場しない。

### ケロケロエース版
杉山ユキ作画
バトルスピリッツ 覇王 龍のタイトルでケロケロエースに連載。未単行本化。
アニメ版との相違点
当初から門出中に転入するところから始まる。
一話からテガマルとバトルし敗北。
バトルフォームは使用せず胸部プロテクターのみ。
コブシとテガマルには関係性がない。
アフローヌはバトルフィールドでハジメと勝負する。
龍の歌留多の守護者はラゴシア伯ではなく、ノラ・ニャオ。黄属性の使い手になっている。
コウタが予告には登場したものの、作中には最後まで登場しなかった。

## 映像ソフト化
- DVDは2012年2月24日-2013年1月25日発売。全17巻。